# Ultreya
Ultreya fou una revista nominalment quinzenal, però de periodicitat irregular, de cultura galaica publicada en 1919 i 1920 a Santiago de Compostel·la, fundada i dirigida per Armando Cotarelo Valledor, editada a la tipografia de El Eco de Santiago, i editada en castellà amb articles en gallec.